# 横山雄
横山 雄（よこやま ゆう、1988年 - ）は、日本のイラストレーター、漫画家、デザイナー。

## 来歴
東京都出身。桑沢デザイン研究所卒業。

## 受賞歴
2015年
- 週刊ビッグコミックスピリッツ 第244回スピリッツ賞 佳作

2016年
- 毎日新聞社 第83回毎日広告デザイン賞 広告主課題の部 最高賞[1]
- 2016 illustration 第33回 ザ・チョイス年度賞入賞[2]

## 個展・展覧会
2014年
- 「馳せる」（ブックギャラリーポポタム：東京）
- 「もうすぐそこへ行く」 （gallery yolcha：大阪）

2015年
- 「Pages」（HADEN BOOKS：東京）

2022年
- 「Errors, Choices, Polishing」 2022年11月11日～12月5日（イデーショップ 自由が丘店 東京都目黒区）[3]

2024年
- 「conté」展 2024年10月11日～10月22日（BOOTLEG gallery 東京都新宿区）[4]
- 作品展「形の庭」 2024年1月25日～2月13日（アルフレックス名古屋）[5]